# 日本整形外科学会
公益社団法人日本整形外科学会（にほんせいけいげかがっかい、英語: The Japanese Orthopaedic Association (JOA)）は、日本の学術研究団体の一つ。

## 概要
1926年4月3日設立。学術研究団体としての種別は単独学会である。
臨床医学を学術研究領域とし、整形外科学及び運動器学について調査・研究及び診療についての発表及び提言を行い、整形外科学及び運動器学の進歩普及に貢献し、国民の健康・疾病の予防・スポーツ医学等を通じた国民の心身の健全な発達・障害者の支援・高齢者の福祉の増進及び公衆衛生の向上並びに学術及び科学技術の振興に寄与することを目的としている。
国内においては日本医学会に加入している。

## 沿革
- 1926年 - 日本整形外科学会設立。
- 1969年 - 社団法人日本整形外科学会へ移行。
- 2011年 - 公益社団法人日本整形外科学会へ移行。

## 刊行物

### 日本整形外科学会雑誌
- 誌名（和文）：日本整形外科学会雑誌
- 誌名（欧文）：The Journal of the Japanese Orthopaedic Association
- 創刊年：1926
- 資料種別：その他
- 使用言語：日本語のみ
- 発行形態：印刷体
- 著作権帰属先：学会
- クリエイティブコモンズ：定めていない
- 購読：有料

### Journal of Orthopaedic Science
- 誌名（和文）：Journal of Orthopaedic Science
- 誌名（欧文）：Journal of Orthopaedic Science
- 創刊年：1996
- 資料種別：ジャーナル（査読付き論文を含む）
- 使用言語：英語のみ
- 発行形態：印刷体、eジャーナル
- 著作権帰属先：原則は学会。一部のオープンアクセス部分は著者。
- クリエイティブコモンズ：定めている（CC BY-NC-ND）
- 購読：有料